# Pieve di Cento
Pieve di Cento (La Pîv ed Zänt in dialetto bolognese) è un comune italiano di 7 373 abitanti della città metropolitana di Bologna in Emilia-Romagna, situato lungo il corso di pianura del fiume Reno nel punto in cui esso inizia a segnare il confine con la provincia di Ferrara. Insieme alla vicina Cento costituisce un unico agglomerato urbano di oltre 43 000 abitanti, denominato territorio del Centopievese. Dal punto di vista amministrativo fa parte dell'Unione Reno Galliera.
Dal 2019 il comune detiene il marchio di qualità turistico-ambientale "Bandiera arancione" del Touring Club Italiano.

## Storia
Il comune di Pieve di Cento è appartenuto alla provincia di Ferrara fino al 1929, anno in cui fu assegnato alla provincia di Bologna. In origine costituiva, come dimostra il nome, la pieve (ossia la chiesa parrocchiale) di Cento, che ne era sprovvista.

### Bonifica agraria
La lunga fase di bonifica dei terreni paludosi, e il loro recupero all'agricoltura, furono operati soprattutto tramite la partecipanza agraria di Pieve di Cento, attraverso la quale gli abitanti del paese, partecipando a oneri e godendo dei vantaggi, mantenevano la proprietà collettiva.

## Monumenti e luoghi d'interesse

### Architetture religiose
- Collegiata di Santa Maria Maggiore: ospita il Crocifisso miracoloso
- Chiesa della Ss.ma Trinità
- Chiesa di Santa Chiara
- Chiesa di San Rocco e Sebastiano

### Architetture civili
- Casa degli anziani
- Casa della musica: struttura realizzata recentemente ed inaugurata alla presenza del Presidente della Repubblica Sergio Mattarella, ospita l'orchestra della Scuola Media ad Indirizzo Musicale (Medie Gessi).
- Cupola Ferruccio Lamborghini
- Palazzo Comunale (archivio notarile all'interno)
- Teatro comunale Alice Zeppilli

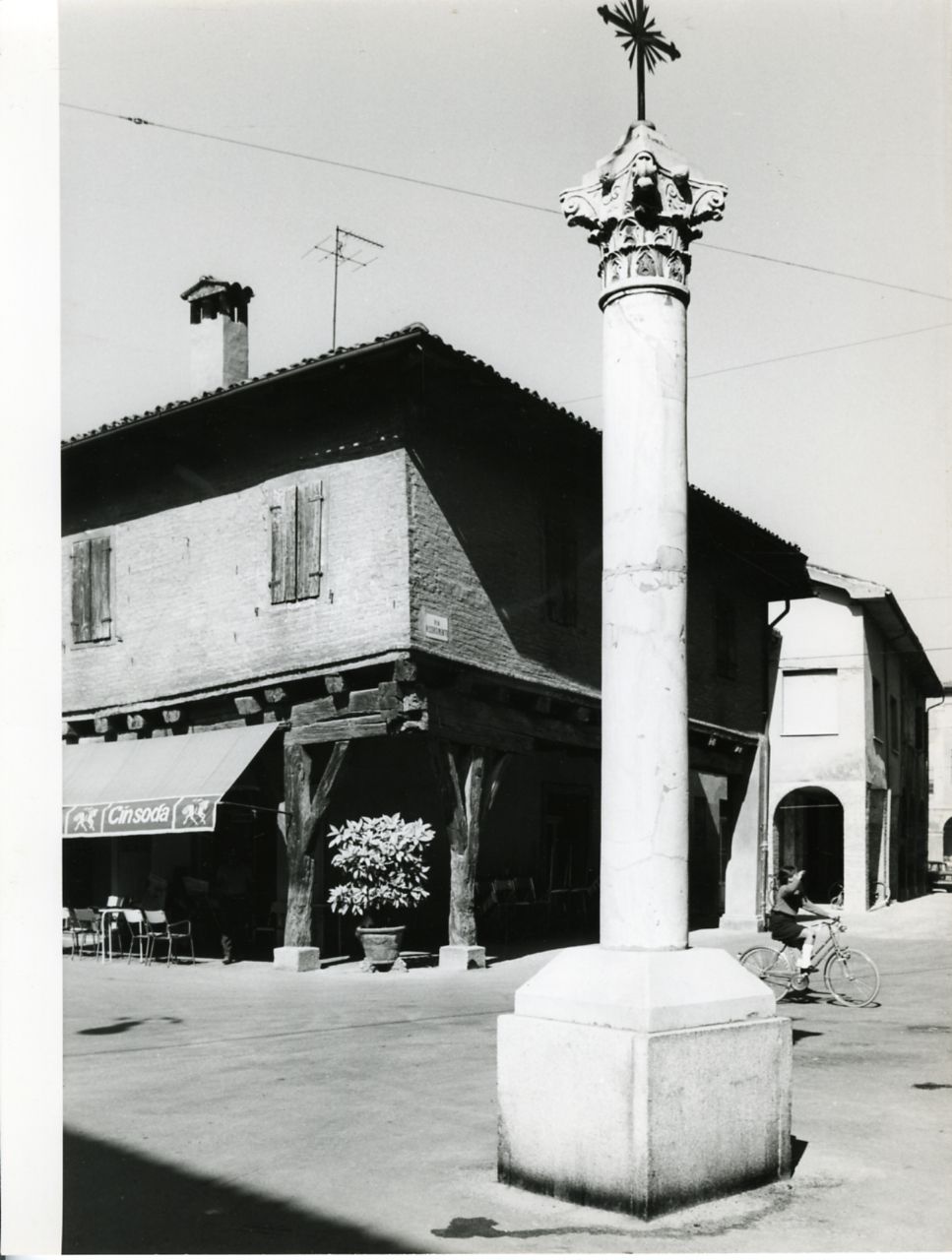
La Casa degli Anziani, sita in Piazza delle Catene (ospitante l’obelisco antistante)
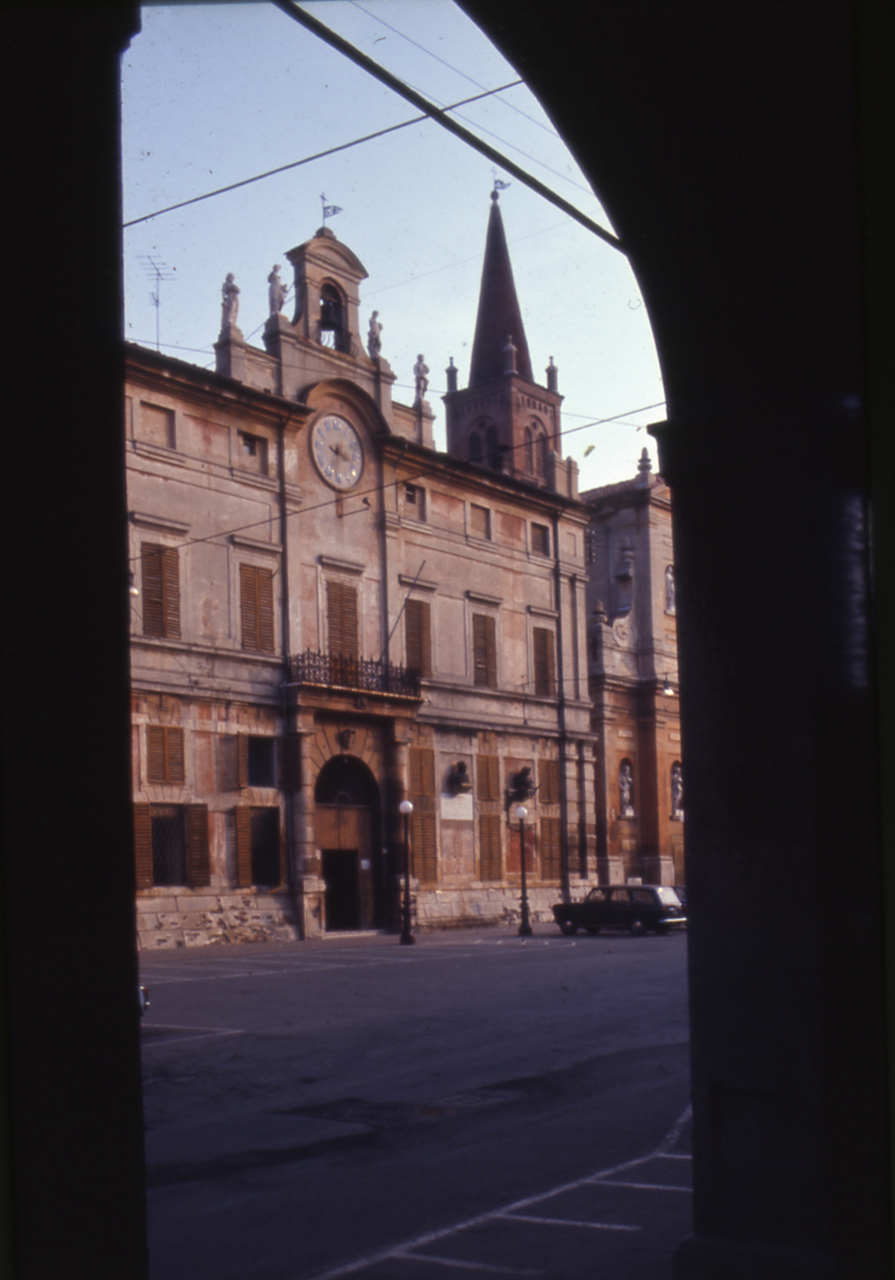
Palazzo Comunale.
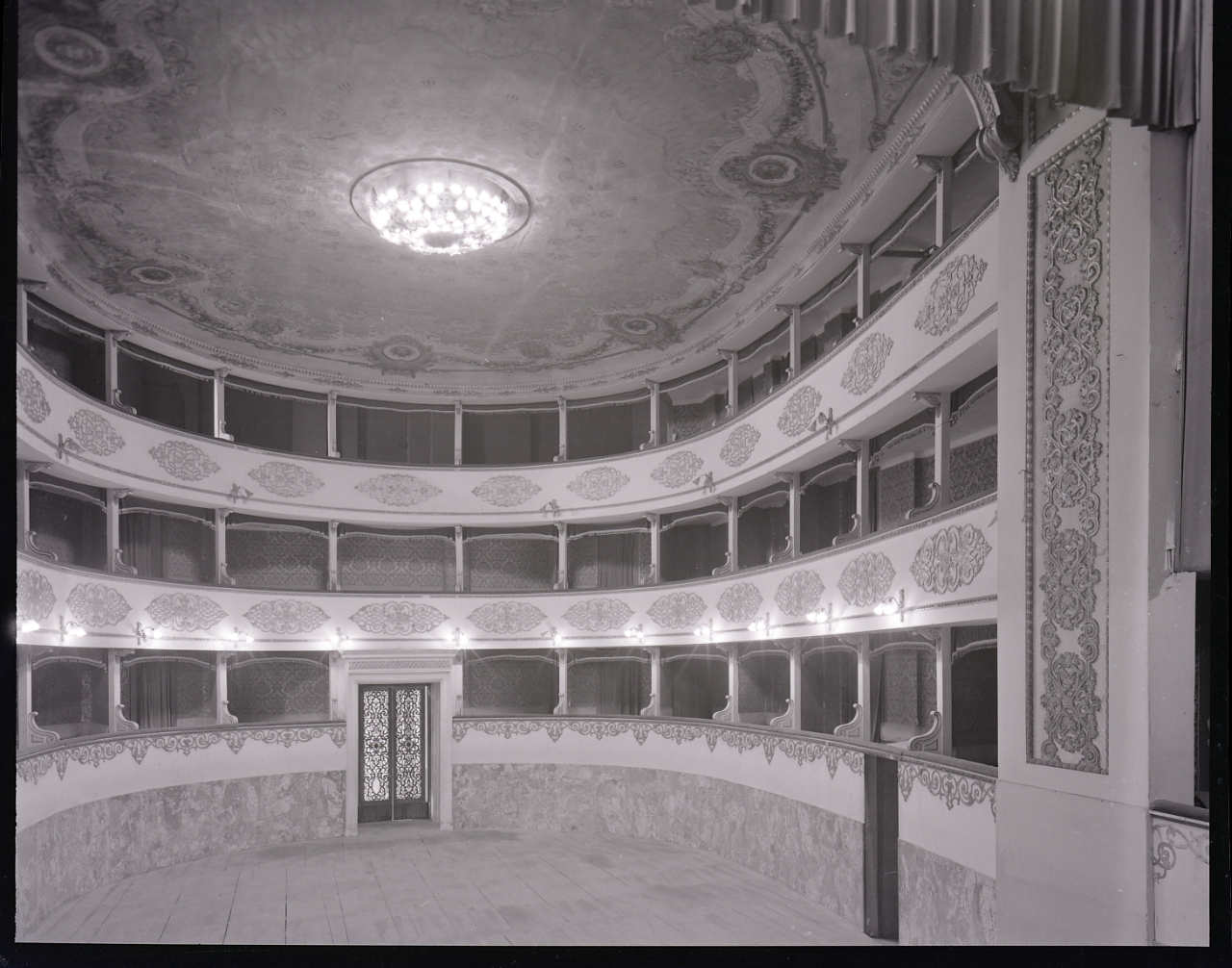
Il teatro comunale dedicato ad Alice Zeppilli

### Architetture militari
- La Rocca
- Porta Cento
- Porta Asia
- Porta Bologna
- Porta Ferrara

## Società

### Evoluzione demografica
Abitanti censiti

## Cultura

### Musei
- Pinacoteca Civica
- Museo delle Storie di Pieve (Rocca e Porta Bologna)
- Museo della canapa (Porta Asìa)
- Museo della Musica (Municipio)
- MAGI '900 - Museo delle eccellenze artistiche e storiche

### Università
Pieve di Cento è una delle sedi del corso di laurea in infermieristica dell'Università di Ferrara, attivato di concerto con l'Azienda Usl di Bologna. La sede del corso di laurea è situata all'interno dell'ex convento delle clarisse, nonché ex ospedale di Pieve di Cento.

### Cinema
Il Comune di Pieve di Cento, assieme al Comune di Cento, è stato il set del film Jolly Blu, il film degli 883 e del film Mio fratello rincorre i dinosauri del 2019 in cui hanno recitato, tra gli altri, Alessandro Gassmann e Isabella Ragonese.

## Infrastrutture e trasporti

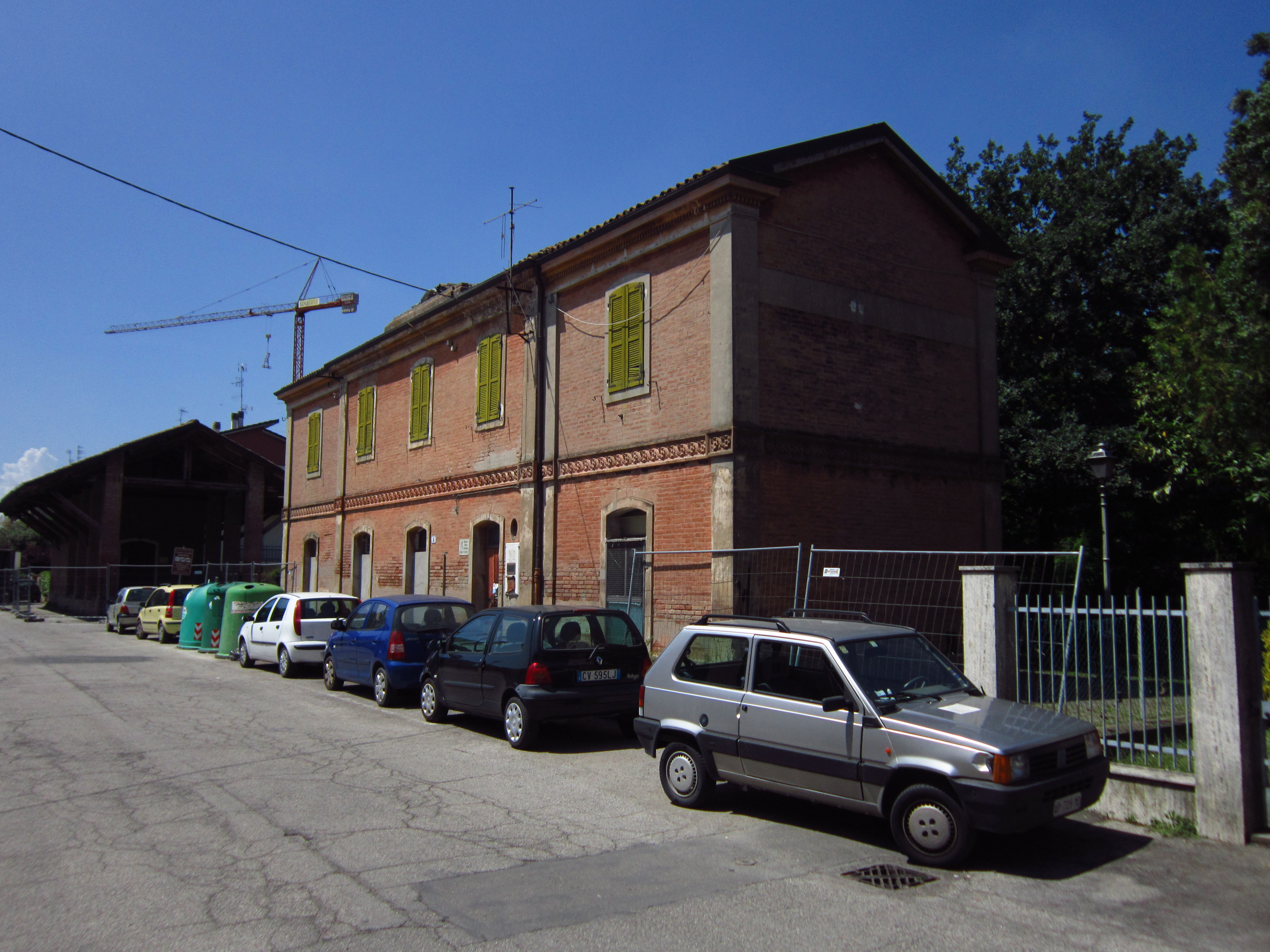
La vecchia stazione della tranvia, prima della ristrutturazione (foto del 2018)

Il servizio di trasporto pubblico è assicurato dai servizi di corse suburbane ed extraurbane di autobus della società Tper.
Fra il 1889 e il 1955 Pieve di Cento rappresentò il capolinea di una tranvia che la congiungeva con Bologna, intensamente utilizzata sia per il traffico pendolare fra la campagna e gli opifici cittadini, sia per il trasporto delle barbabietole da zucchero, di cui l'abitato era uno dei principali centri di raccolta.
La tranvia, nel 1955, fu dismessa causa sostituzione del servizio ferroviario con autobus.
Presso il Museo della Storia di Pieve alla Rocca una intera sala è dedicata al tema.

## Amministrazione
Di seguito è presentata una tabella relativa alle amministrazioni che si sono succedute in questo comune.
| Periodo         | Periodo        | Primo cittadino    | Partito                             | Carica  | Note  |
| --------------- | -------------- | ------------------ | ----------------------------------- | ------- | ----- |
| 22 ottobre 1986 | 10 luglio 1990 | Gianni Melloni     | PCI                                 | Sindaco | [ 8 ] |
| 10 luglio 1990  | 24 aprile 1995 | Gianni Melloni     | PDS, PCI                            | Sindaco | [ 8 ] |
| 24 aprile 1995  | 14 giugno 1999 | Gianni Melloni     | lista civica                        | Sindaco | [ 8 ] |
| 14 giugno 1999  | 14 giugno 2004 | Milena Correggiari | lista civica                        | Sindaco | [ 8 ] |
| 14 giugno 2004  | 8 giugno 2009  | Milena Correggiari | lista civica                        | Sindaco | [ 8 ] |
| 8 giugno 2009   | 26 maggio 2014 | Sergio Maccagnani  | lista civica: Democratici per Pieve | Sindaco | [ 8 ] |
| 26 maggio 2014  | 26 maggio 2019 | Sergio Maccagnani  | lista civica: Democratici per Pieve | Sindaco | [ 8 ] |
| 27 maggio 2019  | 9 giugno 2024  | Luca Borsari       | lista civica: Democratici per Pieve | Sindaco | [ 8 ] |
| 9 giugno 2024   | in carica      | Luca Borsari       | lista civica: Democratici per Pieve | Sindaco |       |